# Derby (Kansas)
Derby è un comune (city) degli Stati Uniti d'America della contea di Sedgwick nello Stato del Kansas. La popolazione era di 22,158 persone al censimento del 2010. È il più grande sobborgo di Wichita.

## Geografia fisica
Derby è situata a 37°33′09″N 97°15′41″W (37.552407, -97.261492).
Secondo lo United States Census Bureau, ha un'area totale di 9.60 miglia quadrate (24,86 km²).

## Storia

### Storia
Per molti millenni, le Grandi Pianure del Nord America erano abitate dai popoli nomadi di nativi americani. Dal XVI secolo al XVIII secolo, il Regno di Francia rivendicò una gran parte del Nord America. Nel 1762, dopo la guerra franco-indiana, la Francia ha ceduto segretamente la Nuova Francia alla Spagna, secondo il trattato di Fontainebleau.

### XIX secolo
Nel 1802, la Spagna ha restituito la maggior parte delle terre alla Francia. Nel 1803, la maggior parte delle terre dell'odierno Kansas furono acquistate dagli Stati Uniti dalla Francia come parte di 828,000 miglia quadrate secondo l'Acquisto della Louisiana per 2.83 cent per acro.
Nel 1854, il Territorio del Kansas fu organizzato, e nel 1861 il Kansas divenne il 34º stato federato. Nel 1867, la contea di Sedgwick fu creata all'interno del Territorio del Kansas, che ha incluso la terra dove oggi si trova Derby.
Nel 1870, i coloni John Haufbauer e J.H. Minich costruirono le prime case, fucine, e negozi di ogni genere sul sito che sarebbe diventato Derby. Nel 1871, la comunità cambiò nome in El Paso, dalla città di El Paso nell'Illinois, e fu progettata e costruita. Nel 1880, la Atchison, Topeka and Santa Fe Railway ha cambiato il nome della stazione in Derby, in onore di C. F. Derby, un ufficiale della ferrovia, per evitare confusione con la città di El Paso nel Texas.

### XX secolo
Nel 1903, la città è stata incorporata con il nome di El Paso, ma la città rimase in gran parte una comunità rurale fino a dopo la seconda guerra mondiale.
L'industria aeronautica aveva iniziato la sua crescita a Wichita nel corso degli anni 20, e quando le richieste di guerra necessari più gli aerei, da parti di aziende come Boeing, Cessna, e Beechcraft, fiorì. La Boeing si trovava a poche miglia a nord della città, che ha fornito un posto di lavoro nelle vicinanze. Durante tutta la guerra fredda, la Boeing ha mantenuto contratti militari e mantenuto posti di lavoro nelle vicinanze. Nel 1952, la United States Air Force ha assunto la direzione dell'Aeroporto di Wichita Mid-Continent e fondò la McConnell Air Force Base tra Wichita e Derby. Molti piloti trovarono le case a Derby quando lo spazio sulla base divenne occupato. Dal 1950 al 1956 la popolazione della città era aumentata da 432 abitanti a circa 5 000 abitanti.
Nel 1956, la città ha cambiato ufficialmente nome in Derby.

## Società

### Evoluzione demografica
Secondo il censimento del 2010, c'erano 22,158 persone.

### Etnie e minoranze straniere
Secondo il censimento del 2010, la composizione etnica della città era formata dal 91,6% di bianchi, l'1,9% di afroamericani, l'1,0% di nativi americani, l'1,6% di asiatici, lo 0,1% di oceanici, lo 0,8% di altre razze, e il 3,0% di due o più etnie. Ispanici o latinos di qualunque razza erano il 5,2% della popolazione.